# Laurence St-Germain
Laurence St-Germain (Québec, 30 maggio 1994) è una sciatrice alpina canadese, campionessa del mondo nello slalom speciale a Courchevel/Méribel 2023.

## Biografia
Originaria di Saint-Ferréol-les-Neiges e sorella di William, a sua volta sciatore alpino, la St-Germain, attiva dal dicembre del 2009, in Nor-Am Cup ha debuttato il 3 gennaio 2011 a Sunday River in slalom gigante, senza qualificarsi per la seconda manche, e ha colto il primo podio il 22 marzo 2015 a Burke Mountain in slalom speciale (2ª). Sempre in slalom speciale ha debuttato in Coppa del Mondo, il 28 novembre 2015 ad Aspen (27ª), e ha ottenuto la prima vittoria in Nor-Am Cup, il 20 marzo 2016 a Vail.
Ai XXIII Giochi olimpici invernali di Pyeongchang 2018, sua prima presenza olimpica, si è classificata 15ª nello slalom speciale e 9ª nella gara a squadre; l'anno successivo ai Mondiali di Åre 2019, suo esordio iridato, è stata 6ª nello slalom speciale e 9ª nella gara a squadre, mentre a quelli di Cortina d'Ampezzo 2021 si è classificata 17ª nello slalom speciale. Ai XXIV Giochi olimpici invernali di Pechino 2022 si è piazzata 17ª nello slalom speciale, mentre ai Mondiali di Courchevel/Méribel 2023 ha vinto la medaglia d'oro nello slalom speciale e a quelli di Saalbach-Hinterglemm 2025 è stata 19ª nella combinata a squadre e non ha completato lo slalom speciale.

## Palmarès

### Mondiali
- 1 medaglia:
  - 1 oro (slalom speciale a Courchevel/Méribel 2023)

### Coppa del Mondo
- Miglior piazzamento in classifica generale: 30ª nel 2021

### Nor-Am Cup
- Miglior piazzamento in classifica generale: 11ª nel 2016
- 12 podi:
  - 3 vittorie
  - 7 secondi posti
  - 2 terzi posti

#### Nor-Am Cup - vittorie
| Data             | Località  | Paese       | Specialità |
| ---------------- | --------- | ----------- | ---------- |
| 29 marzo 2016    | Vail      | Stati Uniti | SL         |
| 19 novembre 2017 | Loveland  | Stati Uniti | SL         |
| 12 marzo 2018    | Kimberley | Canada      | SL         |

Legenda:

SL = slalom speciale

### Campionati canadesi
- 4 medaglie:
  - 1 oro (slalom speciale nel 2019)
  - 3 bronzi (slalom speciale nel 2016; slalom speciale nel 2017; slalom gigante nel 2019)